# Limnophila recta
Limnophila recta là một loài ruồi trong họ Limoniidae. Chúng phân bố ở miền Australasia.